# 일본의 낙태
일본에서는 임신부의 건강에 위협이 되는 경우, 경제적 어려움, 강간 등의 사유로 임신 중절이 22주라는 기간 제한 하에 허용된다. 일본 형법 제29장은 일본에서 임신 중절을 사실상 불법으로 규정하고 있지만, 법의 예외 규정이 매우 광범위하여 낙태가 쉽게 일어나는 것으로 나타난다. 2020년에는 15만 6340건의 임신중절수술이 진행되었으며, 전체 임신 중 중절의 비율은 15.3%로 드러났다. 임신 중절의 비율이 높은 연령층은 청소년과 고령 여성층이었다.
임신 중절 금지에 대한 예외는 모체보호법에 따라 규정된다. 모체보호법에서는 ‘태아가 모체 밖에서 생명을 유지할 수 없는 시기에 인공적으로 태아 및 그 부속물을 모체 밖으로 배출시키는 것’을 인공임신중절로 정의하고 있으며, 다음과 같이 합법적으로 인공임신중절(이후 ‘임신중절’로 표기)이 가능한 조건을 규정하고 있다.
- 조건 1: 임신 22주 미만(임신 21주 6일까지)의 임신일 것
- 조건 2: 모체보호법에서 규정하는 ‘지정의사(일본의 행정구역을 단위로 하는 공익사단법인 의사회가 지정하는 의사를 지칭)’가 임신중절을 시행할 것
- 조건 3: 본인과 배우자의 동의를 얻을 것
- 조건 4: 이하 중 하나의 해당하는 이유를 가질 것
  - 신체적 또는 경제적 이유로 임신이 모체의 건강을 현저하게 해칠 우려가 있는 것
  - 강간에 의한 임신[3]

이 법은 임신이 강간으로 인한 것이거나 신체적 또는 경제적 이유로 임신을 지속하는 것이 산모의 건강을 위협하는 경우, 승인된 의사가 여성에게 임신 중절을 시행할 수 있도록 허용된다. 여성의 동의 없이 임신 중절을 시도하는 사람은 누구나 기소되며, 의사도 포함된다. 여성이 결혼한 경우, 사회경제적 이유로 임신 중절을 승인하려면 배우자의 동의가 필요하다. 하지만 결혼 생활이 정상적으로 이뤄지지 않고 있거나, 가정폭력이 의심되는 경우에는 이 규칙은 적용되지 않는다. 가정폭력, 강간으로 인한 임신이나 미혼여성의 경우 파트너의 동의가 필요하지 않다. 그러나 수많은 인권운동가들의 주장에 따르면 많은 의사와 의료 기관은 법적 문제에 연루될 것을 우려해 파트너 남성의 서명을 요구한다.
2023년 4월 일본에서 임신 9주까지의 임신에 대해 약물적 임신중절이 승인되었다. 일본 보건부는 영국 제약회사인 라인파마(Linepharma)의 임신중절제를 허가했다. 약물적 임신중절을 받은 여성은 처방 의사로부터 임신중절이 확인될 때까지 병원에 입원해야 한다. 낙태제를 오남용하여 태아를 낙태하는 사람은 누구나 처벌을 받는다.
일본 보험에서는 임신중절이 보장되지 않는다. NHK에 따르면 임신중절 비용은 10~20만엔 사이이며, 일반적으로 임신중절약과 진료비의 총 비용은 약 10만엔 정도다.

## 역사
1842년 일본 에도막부는 인공 임신중절을 금지했으나, 이 법은 1869년 전국적으로 임신중절이 금지될 때까지 전국에 영향을 미치지 않았다. 그러나 임신이 간통으로 인한 것이거나 여성이 낙태 수술로 인해 사망한 경우가 아니면 이 범죄는 거의 처벌받지 않았다.
학자 티아나 노르게른(Tiana Norgern)에 따르면 메이지 정부의 낙태 정책은 에도 시대의 낙태 정책과 유사했으며 인구가 많으면 국제 무대에서 더 많은 군사적, 정치적 영향력을 행사할 수 있다는 믿음에 의해 촉진되었다. 1868년에 천황은 의사가 임신 중절을 하는 것을 금지했고, 1880년에 일본 최초의 형법은 임신 중절을 범죄로 규정했다. 1907년 형법이 개정되면서 낙태에 대한 처벌은 더욱 심해졌다. 여성은 낙태를 한 경우 최대 1년의 징역에 처할 수 있었고, 시술자는 최대 7년의 징역에 처할 수 있었다. 1907년 형사 낙태법은 오늘날에도 여전히 기술적으로는 유효하지만 다른 법률에 의해 실제로 형이 집행되는 경우는 거의 없다.
1923년에 의사들은 산모의 생명을 구하기 위해 응급 낙태를 시행할 수 있는 법적 허가를 받았다. 생명에 위협이 덜한 다른 상황에서 시행된 낙태도 여전히 기소되었다. 1931년 아베 이소(安倍伊生)는 낙태금지법 개정을 위한 동맹( Datai Hō Kaisei Kiseikai )을 결성하여 “여성은 원하지 않는 아이를 낳지 않는 것이 권리이며, 낙태는 이 권리의 행사이다”라고 주장했다. 이 조직은 유전적 질환의 가능성이 높은 상황, 여성이 가난해 국가의 지원을 받거나 이혼한 경우, 여성의 건강을 위협하는 경우, 강간 당한 경우 낙태를 합법화해야 한다고 주장했다. 1934년, 제5회 전일본 여성 참정권 대회는 피임뿐만 아니라 낙태의 합법화를 촉구하는 결의안을 작성했다. 당시 정부에서는 즉각적인 대응을 보이지 않았지만, 전쟁 이후 낙태를 합법화하는 법안을 초안할 때 이러한 결의안을 참고했다.
1940년 국가 우생학법은 낙태를 수행하기 위해 의사가 따라야 하는 일련의 절차를 설명함으로써 낙태를 명확하게 합법화하지는 않았다. 이 절차에는 차선책을 세우고 보고서를 제출하는 단계가 포함되었으나, 긴급 상황일 때는 이를 무시할 수 있도록 했다. 많은 의사들은 이 과정을 다루고 싶어하지 않고 복잡하게 느꼈는데, 일부 전문가들은 1941년에서 1944년 사이에 낙태율이 1만 8000건에서 1,800건으로 감소한 것이 이 법률 덕분이라고 말한다.
제2차 세계대전 이후 일본은 인구 위기에 처했다. 1946년에는 1천만명이 기아 위기에 처해 있다고 선언되었고, 1945년부터 1950년 사이에 인구는 1천1백만명이 증가했다. 1948년 이시카와 미유키 사건을 계기로 일본은 특별한 사유에 의한 임신 중절을 합법화했다. 1948년 우생보호법으로 인해 일본은 최초로 인공임신중절을 합법화한 국가 중 하나가 되었다. 1949년에 산모가 극심한 신체적 또는 경제적 고통을 받는 경우 낙태를 허용하는 개정안이 통과되었다. 1952년에는 임신 중절을 위해서는 어머니가 열악한 생활 조건이라는 경제적 한계를 충족해야 한다는 추가 규정이 추가되었다. 이 법률 전문은 1996년에 모성건강보호법으로 개정되었다.

## 통계
전반적으로 2019년에 공식적으로 보고된 총 낙태 건수는 156,430건으로 2000년에 보고된 건수보다 56% 감소했다. 전반적인 낙태율은 15~39세 여성 1,000명당 22.3건에서 15.3건으로 감소했다. 더 거슬러 올라가면 1980년에는 598,084건의 낙태가 있었고 1960년에는 1,063,256건이 있었다. ☃☃ 2019년에는 13세 이하 여아를 대상으로 49건의 낙태가 보고되었고, 14~17세 여아를 대상으로는 3,904건이 보고되었다. 또한 20~24세 여성이 약 39,805건의 낙태 수술을 받은 것으로 보고된다.
보건부에 따르면 지난 2020년에는 145,340건의 임신중단 수술이 발생했는데, 이는 전년 대비 7.3% 감소한 수치다.
연구원들에 따르면 99% 이상의 사례에서 임신 중절을 시행한 이유는 여성의 건강을 보호하기 위한 것이었으며, 이 비율은 1975년~1995년과 동일하게 나타났다.  보건부 연구원들은 또한 의사들이 세금 청구서를 낮추고 환자 신원을 보호하기 위해 보고하지 않는 경우가 많아 공식 수치가 실제 낙태율보다 낮을 수 있지만 추세는 "상당히 정확하다"고 밝혔다.

## 피임약 복용
경구 피임약(OC)이 가족 계획 목적으로 아직 합법화되지 않았고 부부가 주로 콘돔에 의존했던 기간 동안 일본의 의도치 않은 임신율 이 더 많은 여성이 경구 피임약을 사용하게 되면 어떻게 변할 수 있는지 평가하기 위해 시나리오 연구가 수행되었다. 1994년 일본 가족계획 전국조사에서 제공된 데이터는 전국의 피임법 사용에 대한 시나리오를 구성하는 데 사용되었다. 피임 방법의 연간 실패율과 사용하지 않는 비율을 피임 사용 시나리오에 적용하여 피임 실패로 인한 임신의 연간 수치를 추산했다. 이후, 높은 OC 사용률을 가정한 피임 관행 상황을 정의하고, 각 상황에서 피임 실패와 관련된 임신 수의 변화를 추정했다. OC 사용률이 15%일 때 의도치 않은 임신의 예상 횟수가 13~17% 감소하는 반면, OC 사용률이 25%일 때는 22~29% 감소하고, OC 사용률이 50%일 때는 45~58% 감소하는 것으로 나타났다. 연구 결과는 가정에 따른 변화에 비교적 견고했다. 결론적으로, 일본에서 OC 사용률의 이론적 백분율 증가는 의도치 않은 임신의 수의 거의 동일한 백분율 감소로 이어지는 것으로 나타났다.

## 더 알아보기
- 낙태법
- 일본의 산아 제한 정책
- 일본의 우생학
- 미즈코 쿠요(일본식 낙태아 추모)